# Paul Collier (Ökonom)

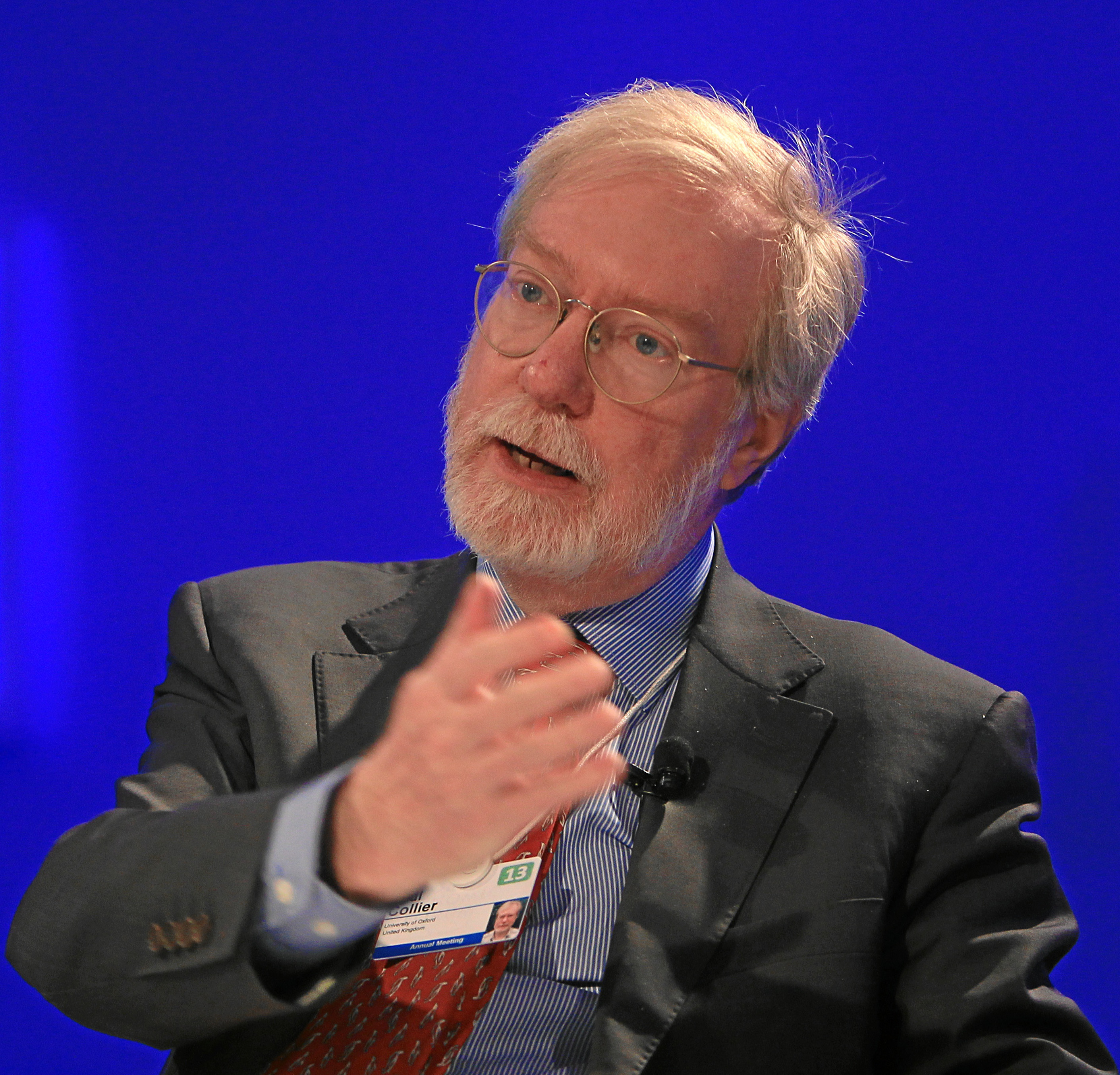
Paul Collier (2013)

Sir Paul Collier CBE (* 23. April 1949) ist ein britischer Wirtschaftswissenschaftler.

## Leben
Paul Collier entstammt einer deutschen Auswandererfamilie. Sein Großvater Karl Hellenschmidt war aus Ernsbach nach Bradford gezogen. Im Ersten Weltkrieg wurde dessen Frau von einem deutschfeindlichen Mob fast gelyncht. Karl Hellenschmidt jr., Paul Colliers Vater, änderte seinen Namen daraufhin in Charles Collier. Paul Collier wuchs in Sheffield auf und studierte Wirtschaftswissenschaft an der University of Oxford.
Collier ist Professor für Ökonomie und Direktor des Zentrums für afrikanische Ökonomien an der Blavatnik School of Government der Universität Oxford. Er ist Fellow des St Antony’s College. Davor war er Leiter der Forschungsabteilung der Weltbank. Er gehört zu den führenden Experten für afrikanische Wirtschaft und die Ökonomien der Entwicklungsländer.
Seit 2008 ist er Commander of the Order of the British Empire. 2013 erhielt Collier den A.SK Social Science Award des Wissenschaftszentrums Berlin für Sozialforschung. Im Jahr 2014 wurde er in den Ritterstand erhoben. 2017 wurde er zum Mitglied der British Academy gewählt. Für sein Buch Sozialer Kapitalismus! erhielt er 2019 den Deutschen Wirtschaftsbuchpreis.
Für sein Buch Exodus: Warum wir Einwanderung neu regeln müssen forschte Collier zu den wirtschaftlichen und sozialen Folgen von Migration. Er plädiert für geringere und selektive Zuwanderung aus Entwicklungsländern nach Europa und in die USA und bezieht sich dabei insbesondere auf die Forschungen von Robert Putnam über die gesellschaftliche Fragmentierung als Folge fehlenden gegenseitigen Vertrauens zwischen den Einwohnern eines Landes. Fehlendes gegenseitiges Vertrauen verhindere zudem in vielen Entwicklungsländern vor allem Afrikas die Entstehung effektiver Organisationen und produktiver wirtschaftlicher Strukturen. In seinem Buch führt er aus:

„Für eine dauerhafte Zusammenarbeit ist Vertrauen nötig […] Bei einem hohen Maß an Vertrauen arbeiten die Menschen besser zusammen, und die sozialen Kosten der Kooperation sind geringer, da weniger Zwangsmaßnahmen erforderlich sind. Soziale Normen sind also ebenso wichtig wie formelle Institutionen.“

Migranten würden zumeist aus Ländern mit nicht funktionierenden Sozialmodellen und geringem gesellschaftlichen und institutionellen Vertrauenskapital fliehen. Diesen Mangel brächten sie in die Einwanderungsländer mit und erhöhten damit die sozialen Kosten der Integration. Dennoch tritt Collier für die Legalisierung des Aufenthalts illegaler Einwanderer besonders in den USA ein.
Er veröffentlichte mit Anke Hoeffler Artikel über die Ursachen von Bürgerkriegen in Afrika, die sie insbesondere in der Möglichkeit zu Bereicherung sehen (Greed-and-Grievance-Ansatz), weniger in religiöser, politischer oder ethnischer Unterdrückung.
Im Bezug auf die Flüchtlingskrise in Europa ab 2015 weist Collier Angela Merkel die Alleinschuld zu.

## Schriften
- Macro-economic policy, employment and living standards in Malawi and Tanzania, 1973–84. ILO, Genf 1988, ISBN 92-2-106673-8.
- Labour and Poverty in Rural Tanzania. Ujamaa and Rural Development in the United Republic of Tanzania. Oxford University Press, New York 1991, ISBN 0-19-828315-6.
- The Bottom Billion: Why the Poorest Countries Are Failing and What Can Be Done about It. Oxford Univ. Press, 2007, ISBN 978-0-19-531145-7.
  - deutsch: Die unterste Milliarde. Warum die ärmsten Länder scheitern und was man dagegen tun kann. Beck, 2008, ISBN 978-3-406-57223-4.
- Wars, Guns, and Votes: Democracy in Dangerous Places. Harper, 2009, ISBN 978-0-06-147963-2.
  - deutsch: Gefährliche Wahl: Wie Demokratisierung in den ärmsten Ländern der Erde gelingen kann. Siedler Verlag, 2009, ISBN 978-3-88680-936-3.
- The Plundered Planet. Why We Must, and How We Can, Manage Nature for Global Prosperity. Penguin, 2010, ISBN 978-1-84614-223-9.
  - deutsch: Der hungrige Planet: Wie können wir Wohlstand mehren, ohne die Erde auszuplündern. Siedler Verlag, 2011, ISBN 978-3-88680-941-7.
- mit Anthony James Venables: Plundered Nations? Successes and Failures in National Resource Extraction. Palgrave Macmillan, Houndmills, Basingstoke, Hampshire, England 2011, ISBN 978-0-230-29022-8.
- Exodus: How Migration is changing our World. Oxford University Press, 2013, ISBN 978-0-19-539865-6.
- Exodus: Immigration and Multiculturalism in the 21st Century.
  - deutsch: Exodus: Warum wir Einwanderung neu regeln müssen. Siedler Verlag, München 2014, ISBN 978-3-88680-940-0. (Rezension in Annotierte Bibliografie der Politikwissenschaft)
- mit Alexander Betts: Refuge: Transforming a Broken Refugee System. Penguin, Allen Lane, 2017, ISBN 978-0-241-28923-5.
  - deutsch: Gestrandet. Warum unsere Flüchtlingspolitik allen schadet – und was jetzt zu tun ist. Siedler Verlag, München 2017, ISBN 978-3-8275-0090-8.
- The Future of Capitalism: Facing the New Anxieties. Allan Lane 2018, ISBN 978-0-241-33388-4.
  - deutsch: Sozialer Kapitalismus! Mein Manifest gegen den Zerfall unserer Gesellschaft. Siedler, München 2019, ISBN 978-3-8275-0121-9.
- mit John Kay: Greed is Dead. Politics After Individualism. Allen Lane, 2020.
  - deutsch: Das Ende der Gier. Wie der Individualismus unsere Gesellschaft zerreißt und warum die Politik wieder dem Zusammenhalt dienen muss. Siedler, München 2021, ISBN 978-3-8275-0142-4 (mit Anmerkungen und Bibliografie).
- Left Behind: A New Economics for Neglected Places. Allen Lane, London 2024, ISBN 978-0-241-27916-8.